# Provincia Litoral (Guinea Ecuatorial)
Litoral es la más poblada de las 8 provincias de Guinea Ecuatorial. Se extiende por todo el litoral Atlántico de la región continental, de donde toma su nombre.
Situada en la parte oeste (O) de Río Muni (parte continental del país), limita al norte con la provincia camerunesa del Sur, al oeste con el golfo de Guinea, al este con la provincia de Centro Sur, y al sur con la provincia gabonesa de Estuaire. Su capital es la ciudad de Bata.

## Geografía
Se localiza geográficamente entre los 1°30′ N y los 9°50′ E.

## Demografía
La población en 2013, era de 400 415 habitantes, según la Dirección General de Estadísticas de Guinea Ecuatorial.

## Municipios y distritos
La Provincia está constituida de los siguientes municipios y distritos.

### Municipios
- Bata
- Mbini
- Kogo
- Machinda (perteneciente al distrito de Bata)
- Bitika (perteneciente al distrito de Mbini)
- Corisco (municipio insular en la isla de Corisco)
- Río Campo (perteneciente al distrito de Bata)

### Distritos
- Bata (con 84 Consejos de Poblado)
- Mbini (con 36 Consejos dPoblado)
- Kogo (con 43 Consejos de Poblado)

### Población
- Bata
- Mbini (con 14 034 habitantes según el censo de 1994 de los cuales 2430 viven en la zona urbana y 11 604 viven en la zona rural)
- Kogo (con 14 067 habitantes según el censo de 1994 de los cuales 1309 viven en la zona urbana y 13 298 viven en la zona rural)